# Tollan
a nu se confunda cu Tollan (Stargate) - o ipotetică civilizație umană avansată din Stargate SG-1
Tollan, Tolan sau Tolán este un nume folosit pentru capitalele celor două imperii pre-columbiene din Mezoamerica, primul pentru Teotihuacan, iar mai târziu pentru capitala toltecilor, Tula-Hidalgo, ambele în Mexic. Numele a fost folosit, de asemenea, la așezarea mexicană postclasică Cholula. 